# Rahmenkonzept „Comorbidität“
Das Rahmenkonzept Comorbidität beschreibt ein vollstationäres Pflege- und Betreuungsangebot für pflegebedürftige Menschen mit einer psychischen Erkrankung und/oder Abhängigkeitserkrankung. Der vollständige Name des Konzeptes lautet „Rahmenkonzept zur vollstationären Versorgung von pflegebedürftigen Menschen mit psychischer Erkrankung und/oder seelischer Behinderung und/oder Abhängigkeitserkrankung in Verbindung mit Comorbidität“. Ziel ist laut einem Prospekt der itos begleitende psychiatrische Dienste Haina die Teilhabe der betroffenen Personen am gesellschaftlichen Leben in den Lebensfeldern Wohnen, Arbeit und Freizeit zu fördern.
Das Rahmenkonzept Comorbidität wurde in der ersten Auflage 2005 von den Landesverbänden der Pflegekassen in Hessen, dem Landeswohlfahrtsverband Hessen, den örtlichen Sozialhilfeträgern, dem MDK Hessen und dem Regierungspräsidium Gießen erarbeitet. Das Konzept kommt bisher ausschließlich in Hessen zum Einsatz. Aktuell bieten 15 Betreiber ca. 600 Plätze (Stand 2018) in entsprechenden Wohnpflegeheimen an.
Die inhaltliche und leistungsrechtliche Besonderheit des Rahmenkonzepts „Comorbidität“ ergibt sich aus den komplementären Ansätzen von Pflege und Leistungen zur Teilhabe. Beide Bereiche, stationäre Pflege (SGB XI) und Eingliederungshilfe für Menschen mit Behinderungen (SGB IX), sind in Deutschland separate und sozialrechtlich sich fast vollständig gegenseitig ausschließende Versorgungsbereiche. Überschneidungen sind dementsprechend nicht vorgesehen. Der konkrete Bedarf des unten beschriebenen Personenkreises deckt die Nachteiligkeit der bestehenden separaten Versorgungskultur auf und führte zur Entwicklung des Rahmenkonzepts im Sinne eines integrierten Ansatzes von Hilfen.

## Definition „Comorbidität“
Die inhaltliche und leistungsrechtliche Besonderheit des Rahmenkonzepts „Comorbidität“ ergibt sich aus den komplementären Ansätzen von Pflege und Leistungen zur Teilhabe. Beide Bereiche, stationäre Pflege (SGB XI) und Eingliederungshilfe für Menschen mit Behinderungen (SGB IX), sind in Deutschland separate und sozialrechtlich sich fast vollständig gegenseitig ausschließende Versorgungsbereiche. Überschneidungen sind dementsprechend nicht vorgesehen. Der konkrete Bedarf des unten beschriebenen Personenkreises deckt die Nachteiligkeit der bestehenden separaten Versorgungskultur auf und führte zur Entwicklung des Rahmenkonzepts im Sinne eines integrierten Ansatzes von Hilfen.

## Entwicklung des Rahmenkonzepts
Im Jahr 2005 haben sich die Landesverbände der Pflegekassen in Hessen, der Landeswohlfahrtsverband Hessen, die örtlichen Sozialhilfeträger, der MDK Hessen und das Regierungspräsidium Gießen mit der Situation von jüngeren Menschen mit einer seelischen Behinderung, die in Altenpflegeheimen leben, befasst. Sie kamen zu der Einschätzung, dass ein Altenpflegeheim in der Regel nicht die geeignete Einrichtung sei, um den spezifischen und differenzierten Bedürfnissen dieses Personenkreises gerecht zu werden. Basierend auf diesen Erkenntnissen wurde das Rahmenkonzept Comorbidität verfasst, das die Leistungs- und Qualitätsmerkmale einer neuen Form vollstationärer Pflege (Wohnpflegeheim getauft) darstellt. Es trat noch im selben Jahr in Kraft. In den Jahren 2010 und 2017 erfolgten Überarbeitungen des Rahmenkonzeptes unter Berücksichtigung der inzwischen gewonnenen Praxiserfahrungen und gesetzlicher Änderungen.

## Zielgruppe des Konzeptes
Die Zielgruppe des Rahmenkonzepts umfasst Personen, die bei Aufnahme im überwiegend jüngeren bis mittleren Erwachsenenalter sind. Weiterhin muss bei Betroffenen eine schwere bzw. schwerste, meist chronisch oder chronisch rezidivierende Verlaufsform psychischer Erkrankungen oder Abhängigkeitserkrankungen vorliegen, die mit einer seelischen Behinderung und Störungen der sozialen und beruflichen Integration einhergehen und bei denen ein erheblicher Pflegebedarf bei Aufnahme in die Einrichtung besteht. Laut dem Rahmenkonzept Comorbidität zählen hierzu u. a. folgende Erkrankungen:
- Dauerhafte psychische Störungen und Verhaltensstörungen bedingt durch psychotrope Substanzen
- Schizophrenie, schizotype und wahnhafte Störungen
- Affektive Störungen
- Schwere Persönlichkeits- und Verhaltensstörungen

Zur Abgrenzung legt das Rahmenkonzept zudem fest, dass Menschen, bei denen eine der folgenden Erkrankungen im Vordergrund steht, nicht zur Zielgruppe des Pflege- und Betreuungskonzeptes gehören:
- geistige Behinderung,
- primäre Demenzerkrankung, die ursächlich neuro-degenerativ und/oder vaskulär bedingt ist. Dazu zählen Morbus Alzheimer, Lewy-Körper Demenz oder Frontotemporale Demenz wie Morbus Pick.
- Primärerkrankung des Zentralnervensystems mit schweren und schwersten neurologischen Schädigungen der Phase F. Hierzu zählen u. a. traumatische Hirnverletzung, ischämischem Schlaganfall, Hirnblutung, hirndegenerative Erkrankungen wie Chorea Huntington oder Hirntumore.

## Anforderungen an Einrichtungen
Grundsätzlich soll eine Einrichtung, die Betroffene im Rahmen des Konzepts Comorbidität versorgt, eine überschaubare Größe haben. Für die Bewohner und ihre Angehörigen sollen dadurch bessere Bedingungen zur Orientierung und zum Aufbau persönlicher Bezüge geschaffen werden. Gleichzeitig merkt das Rahmenkonzept an, dass die Größe der Einrichtung so beschaffen sein muss, dass ein wirtschaftlicher und leistungsfähiger Betrieb möglich ist. Im Ergebnis empfiehlt das Rahmenkonzept eine Größe zwischen 24 und 36 Plätzen.
Darüber hinaus soll die Einrichtung in das Gemeinwesen vor Ort integriert sein, eine zentrale Lage haben und mit öffentlichen Verkehrsmitteln erreichbar sein. Das Rahmenkonzept argumentiert, dass eine gute Erreichbarkeit Kontakte und eine Zusammenarbeit mit den Angehörigen sowie die Integration der Bewohner in das lokale Umfeld fördere. In der direkten Umgebung der Einrichtung sollten die Bewohner Angebote des täglichen Lebens und eine ihren Bedürfnissen entsprechende medizinische Versorgung vorfinden.
Das Konzept empfiehlt zudem, dass die Betreuung und Pflege wohngruppenbezogen erfolgen soll, die eine Pflege und Betreuung entsprechend der individuellen Bedürfnisse und Erfordernisse der Bewohner ermöglicht. Eine Gruppengröße von 12 Bewohnern wird als ideal betrachtet.
Darüber hinaus schreibt das Rahmenkonzept eine Reihe an detaillierten Anforderungen für die räumliche und sächlichen Ausstattungen von Neubauten vor bzw. die bei Umbauten von bestehenden Einrichtungen realisiert werden sollen.
Der Versorgungsvertrag zwischen dem Einrichtungsträger und den Pflegekassen, in dem der besondere fachliche Schwerpunkt vermerkt ist (hier: Comorbidität) kommt nur zustande, wenn die Ausgestaltung der Einrichtung den Ausführungen des Rahmenkonzepts entspricht. Über alle baulichen und personellen Aspekte wacht in diesem Zusammenhang ordnungsrechtlich die Betreuungs- und Pflegeaufsicht. Zudem muss der örtliche Sozialhilfeträger dem Versorgungsvertrag sein Einvernehmen erteilen.

## Rechtliche & finanzielle Betrachtung der Leistungserbringung
Bei einem Wohnpflegeheim, dass Leistungen im Sinne des Rahmenkonzeptes Comorbidität anbietet, handelt es sich um eine Pflegeeinrichtung im Sinne des § 71 Abs. 2 SGB XI. Die Leistungserbringung für den beschriebenen Personenkreis ist leistungsrechtlich den Pflegeleistungen der Pflegeversicherung (§ 43 SGB XI) und der Hilfe zur Pflege nach § 61 SGB XII zuzuordnen.
Die Vergütung der Maßnahmen, die über das Leistungsangebot eines Altenpflegeheims hinausgehenden und die Teilhabe der Betroffenen im Rahmen der Eingliederungshilfe für behinderte Menschen ermöglicht, erfolgt auf der Grundlage einer Vereinbarung mit dem überörtlichen Sozialhilfeträger (§§ 102 ff. SGB IX).
Ärztliche bzw. ärztlich verordnete Leistungen (z. B. Heil- und Hilfsmittel) werden vom jeweils zuständigen Leistungsträger finanziert. Dessen Zuständigkeit und der Umfang seiner Leistungspflicht richten sich im Einzelfall nach den für ihn geltenden Vorschriften.